# لي هيلز (صحفي)
لي هيلز (بالإنجليزية: Lee Hills)‏ هو صحفي أمريكي، ولد في 28 مايو 1906 في غرانفيل في الولايات المتحدة، وتوفي في 3 فبراير 2000 في ميامي في الولايات المتحدة.